# Ферхар (граф Росс)
Ферхар О’Беолайн из Росс (гэльск. Fearchar O'Beolain av Ross), Ферхар МакТаггарт (Farquhar MacTaggart) или Ферхар «Сын священника» (Fearchar Mac an t-sagairt — «Son of the Priest») (умер около 1251 года) — первый граф (мормэр) провинции Росс в Северной Шотландии (1223—1251).

## Биография
В 1215 году Ферхар помог королю Шотландии Александру II подавить восстания Макэтов и Маквильямов в областях Росс и Морей. 15 июня того же года в награду король Александр II пожаловал Ферхара в рыцари. Около 1223 года Ферхар получил от шотландского монарха титул графа (мормэра) Росса.
В 1235 году король Шотландии Александр II вторгся в провинцию Галлоуэй, где поднял восстание против центральной власти Гилл Руад. Во время решающей битвы с восставшими королевская армия едва не потерпела поражение, но была спасена прибытием мормэра Ферхара с его отрядом.
В 1237 году мормэр Росса Ферхар участвовал в переговорах, которые привели к подписанию Йоркского договора между королём Шотландии Александром II и королем Англии Генрихом III.
Ферхар был женат на Ефимии, дочери шотландского дворянина Уолтера де Моравии, который владел замком Даффус. Среди их детей были:
- Уильям I де Росс (ум. 1274), 2-й мормэр Росса (1251—1274)
- Кристина де Росс, жена Олафа Черного (ум. 1237), короля Мэна (1226—1237).

Мормэр Росса Ферхар скончался в 1251 году и был похоронен в основанном им монастыре Ферн в графстве Росс. Ему наследовал его сын Уильям I.